# Psilocybe caerulescens
Psilocybe caerulescens es una especie de hongo psilocibio de la familia Hymenogastraceae. Contiene los alcaloides triptamínicos psilocibina y psilocina. Se lo encuentra en Costa Rica, Trinidad, Estados Unidos, Colombia  y México. Ha sido utilizado como embriagante enteogénico por los mazatecos en el sur de México.

## Taxonomía
Psilocybe caerulescens fue descrita como nueva para la ciencia por el micólogo estadounidense William Alphonso Murrill y publicada en la revista científica Mycologia 15 (1): 20 en 1923.
Etimología
caerulescens: epíteto latino compuesto por dos palabras: caeruleus que significa 'azul' y escens que significa 'tornarse'. Juntas, las dos palabras significan: 'que se torna azul'.
Sinonimia
- Psilocybe caerulescens var. caerulescens Murrill 1923
- Psilocybe caerulescens var. mazatecorum R.Heim 1957
- Psilocybe caerulescens var. nigripes R.Heim 1957
- Psilocybe caerulescens var. albida R.Heim 1973
- Psilocybe caerulescens var. ombrophila R.Heim 1973

## Nombres comunes
Se le conoce en los países latinoamericanos con el nombre común de "derrumbe", que concuerda con su nombre tradicional en la lengua mazateca de  'ntí ki so, que se traduciría como «deslizamiento de tierra». María Sabina explicó que este hongo surge sobre el bagazo de la caña de azúcar pero que en el pasado lo encontraban en los lugares en donde la tierra se había derrumbado.
Para denominar a la seta de la especie P. mexicana los mazatecas utilizan el término 'ntí si tho ni se, que se traduce como «el pajarito que surge». En cambio, para P. yungensis el nombre vernáculo es 'ntí si tho ta' a ya que significa «lo que surge con el árbol».